# Fernando Garibay
Fernando Garibay é um produtor musical, DJ e compositor mexicano radicado nos Estados Unidos.
Conhecido por trabalhar com o Rei do Pop Latino Enrique Iglesias e também com Ricky Martin, Britney Spears e Whitney Houston. Foi o diretor musical de Lady Gaga durante a realização do seu terceiro álbum Born This Way. Garibay teve quatro indicações ao Grammy, cinco #1 e várias musicas no top 10 da Billboard. Fernando Garibay é atualmente um executivo da Interscope Records e tem contrato com a Interscope como artista e produtor com a sua própria marca Paradise/Interscope. Fernando é gerenciado por Jimmy Iovine, Kierszenbaum Martin Jacobson e Neil.

Fernando ganhou 2 BMI Awards, prêmios recebidos pela produção de sucessos de Lady Gaga, “Born This Way” e “The Edge of Glory”. 

## Discografia
| Ano  | Artista               | Canção                                         |
| ---- | --------------------- | ---------------------------------------------- |
| 2015 | Kylie Minogue         | Kylie + Garibay EP                             |
| 2014 | Kylie Minogue         | Kylie + Garibay: Sleepwalker                   |
| 2011 | Lady Gaga             | "Born This Way"                                |
| 2011 | Lady Gaga             | "The Edge of Glory"                            |
| 2011 | Lady Gaga             | "Born This Way (The Country Road Version)"     |
| 2011 | Lady Gaga             | "Marry the Night"                              |
| 2011 | Lady Gaga             | "Americano"                                    |
| 2011 | Lady Gaga             | "Government Hooker"                            |
| 2011 | Lady Gaga             | "Bloody Mary"                                  |
| 2011 | Lady Gaga             | "Heavy Metal Lover"                            |
| 2011 | Lady Gaga             | "Road To Love"                                 |
| 2011 | Lady Gaga             | "Bad Kids"                                     |
| 2011 | Lady Gaga             | "Fashion Of His Love"                          |
| 2011 | Lady Gaga             | "Fashion Of His Love (Fernando Garibay Remix)" |
| 2011 | Lady Gaga             | "The Queen"                                    |
| 2010 | Starshell             | "SuperLuva"                                    |
| 2010 | Natalia Kills         | "Love is Suicide"                              |
| 2010 | Natalia Kills         | "Broke"                                        |
| 2010 | Far East Movement     | Fighting For Air"                              |
| 2010 | Lady Gaga             | "Alejandro" (American Idol Version)            |
| 2009 | Lady Gaga             | "Dance in the Dark"                            |
| 2009 | Lady Gaga             | "Paparazzi" (SNL Version)                      |
| 2009 | Lady Gaga             | "No Way (Unreleased Song)"                     |
| 2009 | LeToya                | "Who Are You?"                                 |
| 2009 | The Paradiso Girls    | "Who's My B…"                                  |
| 2009 | The Paradiso Girls    | "My Dj"                                        |
| 2009 | The Paradiso Girls    | "Down"                                         |
| 2009 | The Paradiso Girls    | "Unpredictable"                                |
| 2009 | The Paradiso Girls    | "Prima Donna"                                  |
| 2009 | The Paradiso Girls    | "Just Friends"                                 |
| 2009 | Sean Kingston         | "My Girlfriend"                                |
| 2009 | U2                    | "Magnificent"                                  |
| 2009 | U2                    | "I'll Go Crazy, If I Don't Go Crazy Tonight"   |
| 2009 | Whitney Houston       | "Nothin' But Love"                             |
| 2009 | Sugababes             | "Wait For You"                                 |
| 2009 | Sugababes             | "Wear My Kiss"                                 |
| 2009 | Cassie Ft. Diddy      | "Sell It"                                      |
| 2009 | Enrique Iglesias      | "Tú y yo"                                      |
| 2008 | Britney Spears        | "Quicksand"                                    |
| 2008 | Britney Spears        | "Amnesia"                                      |
| 2008 | Enrique Iglesias      | "Away"                                         |
| 2008 | New Kids On The Block | "Don't Cry"                                    |
| 2008 | The Dey               | "Taken"                                        |
| 2008 | The Pussycat Dolls    | "Bottle Pop"                                   |
| 2008 | Lady Gaga             | "Text You Pictures"                            |
| 2007 | Jordin Sparks         | "Save Me"                                      |
| 2007 | Patricia Monterola    | "Ojos negros"                                  |
| 2007 | Patricia Monterola    | "The Rhythm"                                   |
| 2007 | Space Monkeys         | "Acid House Killed Rock And Roll"              |
| 2007 | Transister            | "Dizzy Moon"                                   |
| 2007 | Transister            | "Head"                                         |
| 2007 | Valeria               | "Girl I Told Ya"                               |
| 2007 | will.i.am             | "One More Chance"                              |
| 2007 | will.i.am             | "The Donque Song"                              |
| 2006 | Jzabehl               | "Naughty Boys"                                 |
| 2006 | Jzabehl               | "It's All About Me"                            |
| 2006 | Jzabehl               | "Throw Your Hands Up"                          |
| 2006 | Jzabehl               | "It's Not Over"                                |
| 2006 | Jzabehl               | "O' I Know"                                    |
| 2006 | Jzabehl               | "Open My Eyes"                                 |
| 2006 | Mario Vazquez         | "Don't Lie"                                    |
| 2006 | Paris Hilton          | "Stars Are Blind"                              |
| 2006 | Ekland                | "Apart"                                        |
| 2004 | Ashlee Simpson        | "La La"                                        |
| 2004 | The Corrs             | "Summer Sunshine"                              |
| 2003 | Enrique Iglesias      | "Say It"                                       |
| 2003 | Enrique Iglesias      | "Not In Love"                                  |
| 2003 | Enrique Iglesias      | "Addicted"                                     |
| 2003 | Sting                 | "Stolen Car"                                   |
| 2002 | Enrique Iglesias      | "Mentiroso"                                    |
| 2001 | Enrique Iglesias      | "Don't Turn Off The Lights"                    |
| 2001 | Enrique Iglesias      | "Escape"                                       |
| 2001 | Valeria               | "Ooh La La"                                    |
| 2000 | Mya                   | "The Best Of Me"                               |
| 1999 | Beck                  | "Mixed Bizness"                                |
| 1999 | Enrique Iglesias      | "Be With You"                                  |
| 1999 | Enrique Iglesias      | "Bailamos"                                     |
| 1999 | Enrique Iglesias      | "Rhythm Devine"                                |
| 1999 | Jordan Knight         | "Give It To You"                               |
| 1999 | Marc Anthony          | "You Sang To Me"                               |
| 1999 | Ricky Martin          | "Shake Your Bon Bon"                           |
| 1999 | Will Smith            | "La Fiesta"                                    |
| 1998 | Enrique Iglesias      | "Nunca te olvidaré"                            |
| 1998 | Enrique Iglesias      | "Esperanza"                                    |
| 1998 | Mya                   | "My First Night With You"                      |
| 1998 | Mya                   | "Movin' On"                                    |